# Nicolas-François Magon de la Villehuchet
Pour les autres membres de la famille, voir Famille Magon.
 Nicolas-François Magon de la Villehuchet (Saint-Malo le 24 octobre 1727, exécuté à Paris le 20 juin 1794), membre de la lignée cadette  de la famille Magon, est un négociant, armateur et financier malouin, maire de Saint-Malo de 1773 à 1777.

## Biographie
Nicolas-François Magon de La Villehuchet est le fils de Jean-Baptiste Magon de La Villehuchet (1694-1779) et de Thérèse Angélique Porée du Breil (1707-1756, fille d'Alain Porée). Il prend part à la bataille de Saint-Cast en septembre 1758.
Négociant-armateur à Saint-Malo de 1758 à 1793, il est maire de Saint-Malo de 1773 à 1777 et député extraordinaire au Conseil du Commerce en 1775.
Pendant la Révolution française, il est impliqué sur la base de ses relations familiales dans la « Conspiration Magon », condamné à mort et exécuté à Paris le 20 juin 1794 à l'âge de 66 ans avec son neveu Jean-Baptiste Magon de Coëtizac (1758-1794).
Il avait épousé le 24 octobre 1758 à Saint-Malo Calixte Julienne Nouail de La Villegille, fille de Nicolas Nouail, seigneur de La Ville-Gilles, et de Calixte Le Gobien des Douets (nièce de Charles et de Jean-Baptiste Le Gobien), dont :
- Nicolas Magon de La Villehuchet
- Auguste Magon de La Vieuville (6 avril 1762 - 1842),  épouse Thérèse Le Gobien du Bois-Martin (1773-), sœur de Pierre Le Gobien
- Agathe Magon de La Villehuchet (29 décembre 1770 - ? ) épouse en 1793 son parent Nicolas Louis Magon de la Gervaisais (1765-1838)
- Charles Magon de La Villehuchet (4 juillet 1775 - 1850) épouse en 1816 sa parente Aimée Félicité Magon de la Balue (1786-1865, petite-fille de Jean-Baptiste Magon de La Balue)

## Source
- Ernest Le Barzic À Saint-Malo les Magons Édition réimprimée Découvrance, 1974  (ISBN 9782842652029).
- Ernest Daudet, La Conspiration Magon - Récit des temps révolutionnaires, t. 6e période, tome 2, Paris, 1911 (lire sur Wikisource), -